# Langendorf (Kreis Heiligenbeil)
Langendorf war ein Ort im Kreis Heiligenbeil in Ostpreußen. Seine Ortsstelle gehört heute zum Munizipalkreis Rajon Bagrationowsk (Stadtkreis Preußisch Eylau) in der russischen Oblast Kaliningrad (Gebiet Königsberg (Preußen)).

## Geographische Lage
Die Ortsstelle Langendorf liegt am Ostufer des Flüsschens Kornewka (deutsch Stradick) im südlichen Westen der Oblast Kaliningrad, 23 Kilometer östlich der früheren Kreisstadt Heiligenbeil (russisch Mamonowo) bzw. 23 Kilometer nordwestlich der heutigen Rajonshauptstadt Bagrationowsk (deutsch Preußisch Eylau).

## Geschichte
Im Jahre 1475 wurde der damals Langendorff genannte kleine Ort erstmals erwähnt. Er bestand aus mehreren kleinen Höfen und Gehöften. 1874 kam Langendorf zum Amtsbezirk Kukehnen (russisch Ladoschskoje) im ostpreußischen Kreis Heiligenbeil. 61 Einwohner zählte Langendorf im Jahre 1910.
Am 30. September 1928 vergrößerte sich Langendorf um den Nachbarort Königlich Pohren (1931 bis 1945 Köllmisch Pohren, kein russischer Name bekannt), der eingemeindet wurde. Die Einwohnerzahl Langendorfs belief sich 1933 auf 110 und 1939 auf 130.
1945 kam Langendorf in Kriegsfolge mit dem gesamten nördlichen Ostpreußen zur Sowjetunion. Kurzzeitig soll der Ort Bagrationowskoje genannt worden sein, doch geht seine Spur bereits in den 1950er Jahren verloren. Er gilt als untergegangen. Seine Ortsstelle befindet sich heute im Munizipalkreis Rajon Bagrationowsk (Stadtkreis Preußisch Eylau) in der Oblast Kaliningrad (Gebiet Königsberg (Preußen)) der Russischen Föderation.

## Religion
Langendorf war bis 1945 in das Kirchspiel der evangelischen Kirche Zinten (russisch Kornewo) in der Kirchenprovinz Ostpreußen der Kirche der Altpreußischen Union eingegliedert.

## Verkehr
Die nicht mehr erkennbare Ortsstelle Langendorf ist über Landwege von der Kommunalstraße 27K-089 bei Kornewo zu erreichen. Kornewo war bis 1945 die nächste Bahnstation.